# Велике сідло

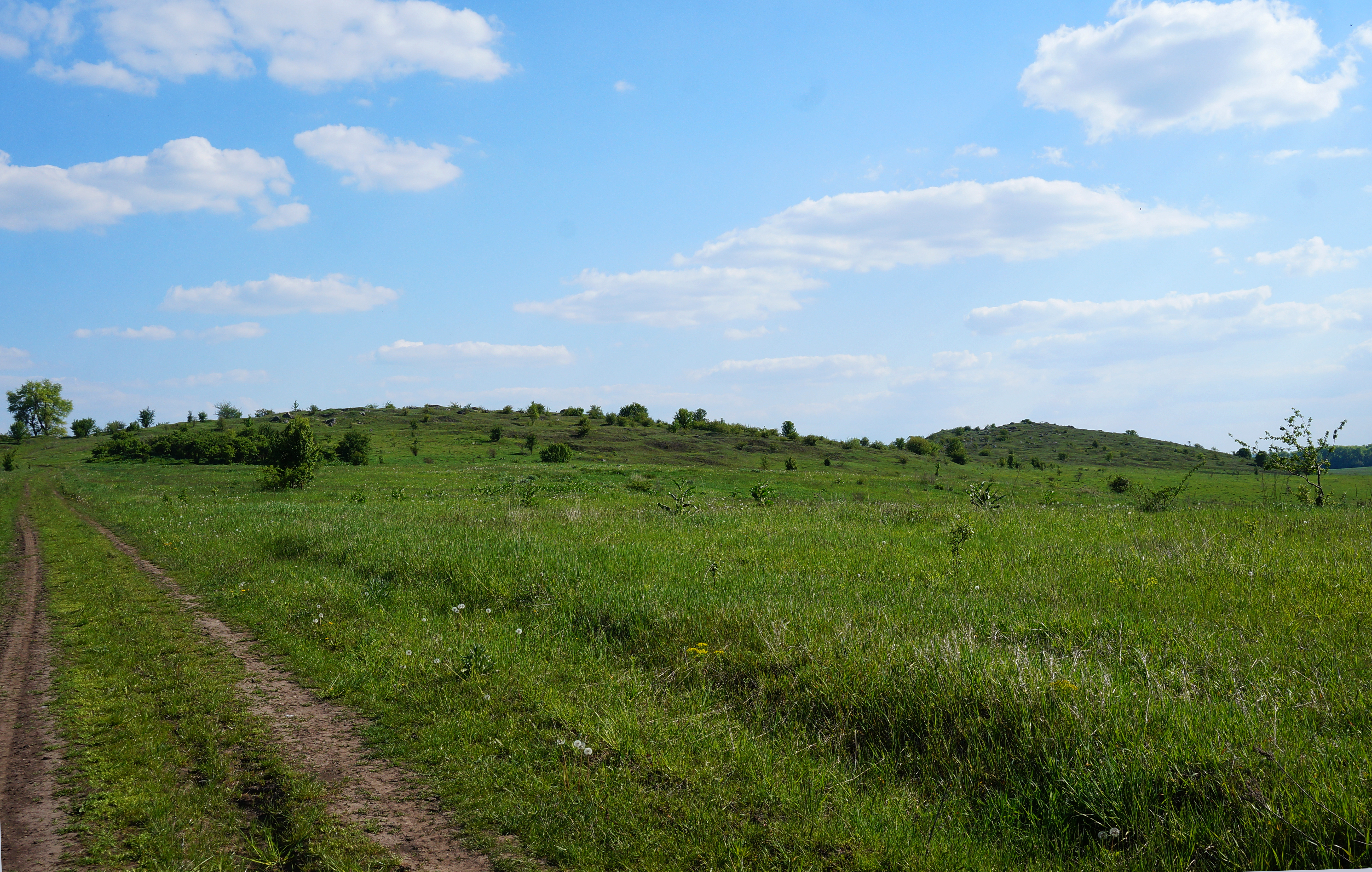
Велике Сідло, загальний вигляд

Вели́ке Сідло́ — геоморфологічне утворення, геологічна пам'ятка природи місцевого значення в Україні. Розташоване за 2 км від села Старий Скалат Тернопільського району Тернопільської області.
Площа — 14,7 га. Оголошене об'єктом природно-заповідного фонду рішенням виконкому Тернопільської обласної ради від 26 квітня 1983 року, № 496, зі змінами, затвердженими рішенням цієї ж ради від 27 квітня 2001 року, № 238. Перебуває у віданні сільськогосподарського підприємства імені Леся Курбаса Підволочиського району.
Під охороною — частина викопного морського рифу, складеного щільними вапняками.